# 6313 Tsurutani
6313 Tsurutani è un asteroide della fascia principale. Scoperto nel 1990, presenta un'orbita caratterizzata da un semiasse maggiore pari a 2,1937716 au e da un'eccentricità di 0,0629501, inclinata di 5,15635° rispetto all'eclittica.